# Browning (Missouri)
Browning és una població dels Estats Units a l'estat de Missouri. Segons el cens del 2000 tenia 317 habitants.

## Demografia
Segons el cens del 2000, Browning tenia 317 habitants, 143 habitatges, i 80 famílies. La densitat de població era de 235,4 habitants per km².
Dels 143 habitatges en un 20,3% hi vivien nens de menys de 18 anys, en un 44,1% hi vivien parelles casades, en un 9,1% dones solteres, i en un 43,4% no eren unitats familiars. En el 35% dels habitatges hi vivien persones soles el 20,3% de les quals corresponia a persones de 65 anys o més que vivien soles. El nombre mitjà de persones vivint en cada habitatge era de 2,22 i el nombre mitjà de persones que vivien en cada família era de 2,77.
Per edats la població es repartia de la següent manera: un 18,6% tenia menys de 18 anys, un 9,1% entre 18 i 24, un 24,9% entre 25 i 44, un 21,8% de 45 a 60 i un 25,6% 65 anys o més.
L'edat mediana era de 43 anys. Per cada 100 dones de 18 o més anys hi havia 84,3 homes.
La renda mediana per habitatge era de 19.167 $ i la renda mediana per família de 30.625 $. Els homes tenien una renda mediana de 21.250 $ mentre que les dones 17.500 $. La renda per capita de la població era d'11.266 $. Entorn del 17% de les famílies i el 26,9% de la població estaven per davall del llindar de pobresa.

## Poblacions més properes
El següent diagrama mostra les poblacions més properes.